# Vasudeva Kanva
Vasudeva foi o primeiro imperador do Império Kanva, dinastia que se estendeu num período de tempo entre o ano de 73 a.C. e o ano 26 a.C. Governou desde 73 a.C. Foi antecedido no trono por Devabuti e sucedido por Bumimitra.